# Черепанов, Пётр Зиновьевич
Пётр Зиновьевич Черепанов (20 декабря 1919 — 24 апреля 1987) — советский учёный и конструктор в системе атомной промышленности СССР, организатор науки и техники. Главный конструктор и руководитель ЦКБМ МСМ СССР (1964—1980). Лауреат Ленинской премии (1958). Герой Социалистического Труда (1970).

## Биография
Родился 20 декабря 1919 года в селе Витим, Якутской губернии.
С 1940 по 1945 год проходил обучение на факультете гусеничных машин Московского высшего технического училища имени Н. Э. Баумана. С 1945 по 1964 год в течение девятнадцати лет, работал на должностях инженера-конструктора, технолога и старшего технолога цеха Особого Конструкторского бюро Ленинградского Кировского завода, принимал участие в разработке оборудования для промышленного производства обогащённого урана. 
20 апреля 1954 года Указом Президиума Верховного Совета СССР «за выдающиеся достижения в создании новой техники» Пётр Зиновьевич Черепанов был награждён Орденом «Знак Почёта».
В 1958 году Постановлением ЦК КПСС и Совета Министров СССР «за выдающиеся достижения в создании новой техники» Пётр Зиновьевич Черепанов был удостоен Ленинской премии.
С 1964 по 1980 год в течение шестнадцати лет, П. З. Черепанов работал главным конструктором и руководителем Центрального конструкторского бюро машиностроения Министерства среднего машиностроения СССР. Под руководством и при непосредственном участии П. З. Черепанова были проведены испытания опытных образцов ядерно-энергетической установки «Енисей», были разработаны и пущены в серийное производство: газовые центрифуги для разделения изотопов урана ВТ-7 и ВТ-33, разгрузочно-загрузочная машина РЗМ-488 для  Ленинградской атомной электростанции, главный циркулярный насосный агрегат ГЦН-195 для водо-водяного энергетического ядерного реактора  ВВЭР-1000 для Нововоронежской атомной электростанции.
29 июля 1966 года Указом Президиума Верховного Совета СССР «за выдающиеся достижения в создании новой техники» Пётр Зиновьевич Черепанов был награждён Орденом Трудового Красного Знамени.
24 декабря 1970 года «закрытым» Указом Президиума Верховного Совета СССР «за разработку оборудования для центробежного метода обогащения урана, внедрение его в производство и эксплуатацию» Пётр Зиновьевич Черепанов был удостоен звания Героя Социалистического Труда с вручением Ордена Ленина и золотой медали «Серп и Молот».
С 1980 года вышел на заслуженный отдых. 
Скончался 24 апреля 1987 года в Ленинграде, похоронен на Большеохтинском кладбище.

## Награды
- Медаль «Серп и Молот» (24.12.1970)
- Орден Ленина (24.12.1970)
- Орден Трудового Красного Знамени (29.07.1966)
- Орден «Знак Почёта» (20.04.1954)

### Премии
- Ленинская премия (1958)